# Stara crkva u Petäjävesi
Stara crkva u Petäjävesi (finski: Petäjäveden vanha kirkko) je drvena crkva u finskom gradu Petäjävesi, 1 km od središta grada, koja je 1994. god. upisana na UNESCO-ov popis mjesta svjetske baštine u Europi kao reprezentativna luteranska crkva skandinavske tradicije drvene gradnje u kojoj se skladno kombiniraju renesansni elementi sa starijim gotičkim, ali i originalnim finskim elementima arhitekture.
Crkvu je izgradio lokalni graditelj Jaakko Klemetinpoika Lepptien od 1763. – 64. godine na poluotoku između dva jezera, Jämsänvesi i Petäjävesi, i bila je dostupna samo brodom ljeti, ili preko leda zimi. Tlocrt joj je u obliku renesansne crkve centralnog tipa s upisanim grčkim križem raspona krakova od 17, i širinom od 7 metara. Krov s oktagonalnom kupolom je oslikan tako da imitira lukove od opeke na kamenim gotičkim crkvama. Njen monumentalni toranj sa satom je konstruirao unuk graditelja crkve, Erkki Lapptien, 1821. godine.
Nakon što je 1867. godine u središtu Petäjävesija podignuta nova crkva, ova "stara" je napuštena i nakon samo 12 godina joj je zaprijetilo rušenje. Austrijski povjesničar umjetnosti Josef Strzygowski ukazao je na njezinu vrijednost 1929. godine, nakon čega je otpočela njezina prva obnova. Danas je Stara crkva u Petäjävesi velika turistička atrakcija, a ljeti se u njoj održavaju i vjerske obredi, ponajviše vjenčanja.

## Poveznice
- Slovačke drvene crkve
- Crkve mira u Šleskoj (Poljska)

## Vanjske poveznice
- Službena stranica kongregacije u Petäjävesi  Arhivirana inačica izvorne stranice od 6. kolovoza 2010. (Wayback Machine) (engl.)
- Informacije na stranicama gradskog vijeća u Petäjävesi  Arhivirana inačica izvorne stranice od 18. svibnja 2011. (Wayback Machine) (engl.)

### Ostali projekti
|  | Zajednički poslužitelj ima još gradiva o temi Stara crkva u Petäjävesi |